# Tribunal de Justicia de la Unión Europea
El Tribunal de Justicia de la Unión Europea (TJUE) es el órgano constitucional europeo que ostenta la máxima potestad jurisdiccional o poder judicial en la Unión. Su misión es interpretar y aplicar la legislación europea (tanto el Derecho constitucional como el derivado), se caracteriza por su naturaleza orgánica compuesta sui géneris y su funcionamiento y autoridad supranacionales. También se le considera como el tribunal de casación o de última instancia en la Unión Europea (en cuestiones relacionadas con la legislación europea y los Derechos Fundamentales). Hasta la entrada en vigor, el 1 de diciembre de 2009, del Tratado de Lisboa su denominación era la de «Tribunal de Justicia de las Comunidades Europeas».

Los 27 jueces que componen el Tribunal de Justicia, en el centro, el presidente del TJUE, Koen Lenaerts.
(56 jueces en el Tribunal General)

En la institución conviven dos órganos necesarios: el Tribunal de Justicia (TJ), compuesto por 27 jueces (uno por cada Estado), y un Tribunal General (TG), compuesto por 56 jueces, creado en 1988. El Tratado de Lisboa permite también la creación de los llamados Tribunales especializados, que conocen en primera o única instancia de materias concretas. En ese sentido, existió un Tribunal de la Función Pública, creado en 2005, que operó hasta 2016, momento en que sus competencias revirtieron al Tribunal General.
Las sentencias del TJ y del TG tienen carácter vinculante en los Estados, y priman sobre las sentencias nacionales, ya que el Derecho de la UE tiene primacía sobre el Derecho nacional. Como ya se expuso en prontas sentencias (Caso Costa contra ENEL): el Tribunal de Justicia de la UE es el garante de un ordenamiento jurídico propio que se ve asistido y aplicado también por los sistemas jurídicos nacionales. Sin embargo, el TJ ha enunciado el principio de que los Tratados de la Unión no deben interpretarse rígidamente, sino que deben ser considerardos teniendo en cuenta el estado de integración y los objetivos establecidos por los propios Tratados. Este principio permite a la Unión legislar en ámbitos que no son objeto de disposiciones concretas en los Tratados.
El Tribunal acepta recursos de particulares, empresas, organizaciones y de Estados, tiene competencias consultiva y contenciosa. Se encarga de comprobar la compatibilidad con las fuentes del Derecho de la UE de los actos de las instituciones europeas y gobiernos. También puede pronunciarse, a petición de un tribunal nacional, sobre la interpretación o validez de las disposiciones del Derecho de la Unión, mediante la llamada «cuestión prejudicial». Conoce, asimismo, del «recurso de anulación», en el que controla la legalidad de los actos del Parlamento Europeo y Consejo de la Unión Europea, así como los de la Comisión Europea que no sean recomendaciones y dictámenes. Igualmente conoce del «recurso por omisión», que es una especie de recurso contra la inactividad de una institución previamente requerida para que actúe.
El TJUE tiene su sede en Luxemburgo, y el idioma de trabajo es el francés, si bien los procedimientos se desarrollan en las 24 lenguas oficiales de la Unión.

## Historia
- 1952, creación del Tribunal de Justicia de la Comunidad Europea del Carbón y del Acero (CECA) en virtud del Tratado de París (1951).
- 1957, transformación en Tribunal de Justicia de las Comunidades Europeas (TJCE).
- 1999, las competencias del TJCE se amplían tras la entrada en vigor del Tratado de Ámsterdam.
- 2009, pasa a denominarse Tribunal de Justicia de la Unión Europea.

## Competencias
El TJUE es una jurisdicción interna inserta en el ordenamiento jurídico creado con base en el Derecho de la Unión Europea, que aglutina en especial combinación una serie de características propias de un Tribunal Constitucional, una jurisdicción administrativa, una jurisdicción civil y una jurisdicción supranacional.
Acorde a las peculiaridades del ordenamiento jurídico europeo, el Tribunal de Justicia sigue un modelo exclusivo que nada tiene que ver con los tribunales internacionales propios del Derecho Europeo ajeno a la Unión Europea. Por el contrario, el TJUE posee una naturaleza supranacional gracias a la parcela de soberanía cedida por los Estados miembros, algo que le permite utilizar no solo las fuentes del Derecho de la Unión y el Derecho internacional, sino también el Derecho interno de los Estados.
La naturaleza del Tribunal ha sido configurada a través de los Tratados constitutivos de la Unión, teniendo así carácter obligatorio y permanente para las instituciones europeas y los Estados miembro. Así pues, se trata de una jurisdicción de creación originaria, con carácter obligatorio y exclusividad para los casos que se prevean en los Tratados, casos en los que el Tribunal nacional en cuestión resultaría incompetente.
Respecto al método interpretativo que sigue el Tribunal de Justicia, cabe señalar la inmensidad de principios que puede seguir para resolver, así como la labor de los Abogados Generales de extraer los principios comunes o extendidos en los ordenamientos jurídicos internos para aquellos casos en los que la solución del conflicto no pueda hallarse en el Derecho comunitario.

## Estructura y organización
El Comité de evaluación
El Tratado de Lisboa ha introducido una novedad en el procedimiento de designación de jueces y abogados generales, ya que el artículo 255 del Tratado de Funcionamiento de la Unión Europea (TFUE) prevé la creación de un comité para dictaminar sobre la idoneidad para el puesto de los candidatos propuestos por los Estados antes de su nombramiento.
Estará compuesto por siete personalidades elegidas entre antiguos miembros del Tribunal de Justicia y del Tribunal General, miembros de los órganos jurisdiccionales superiores de los Estados miembros y juristas de reconocido prestigio, uno de los cuales será propuesto por el Parlamento Europeo.

## Tribunal de Justicia

### Composición
El Tribunal de Justicia está compuesto por tantos jueces como Estados miembros de la Unión Europea, y esta asistido por once abogados generales, un secretario y varios asistentes. El Tribunal puede actuar en Pleno (con la totalidad de los jueces), y en Gran Sala (quince jueces). También pueden constituirse Salas de tres o cinco jueces que habrán de actuar en algunas diligencias de instrucción, así como conocer una serie de categorías de asuntos, tal como indique el Reglamento de Procedimiento. Es el propio Tribunal el que fija las competencias de cada Sala, además de la adscripción de los jueces a estas. El Diario Oficial de la Unión Europea, también conocido como DOUE, deberá reflejar la composición de las Salas. 
En la actualidad, el Tribunal de Justicia está compuesto por 27 jueces (uno por cada Estado miembro) y 11 abogados generales. Por Decisión del Consejo (2013/336/UE) de fecha 25 de junio de 2013, por la que se aumenta el número de abogados generales del Tribunal de Justicia de la Unión Europea, el número de Abogados Generales se aumentó a partir del 1 de julio de 2013 a nueve, tras la adhesión de Croacia. A partir del 7 de octubre de 2015 se aumentó a once.
Los jueces y abogados generales son elegidos de mutuo acuerdo por los gobiernos de los países miembros, otorgándoles un mandato prorrogable de 6 años. Cada 3 años se produce una renovación parcial de estos miembros. Son seleccionados de entre un conjunto de expertos juristas que habrán de poseer las aptitudes requeridas para formar parte del más alto tribunal de sus respectivos Estados, o bien, tener un prestigio profesional ampliamente reconocido.
Junto a los jueces y abogados generales, existe una multitud de colaboradores, especialistas en Derecho u otra materia, que serán nombrados y destituidos por el propio juez o abogado, y se encargarán de los aspectos técnicos, la búsqueda de la información y la documentación necesarias para resolver el proceso en cuestión.
Por otro lado, el Tribunal se ha dotado de un servicio lingüístico que trata de salvar las barreras idiomáticas, incorporando un cuerpo de traductores expertos en Derecho que dominen las lenguas oficiales de la Unión Europea.
| Período   | Presidente                    | Estado       |
| --------- | ----------------------------- | ------------ |
| 1952–1958 | Massimo Pilotti               | Italia       |
| 1958–1964 | Andreas Matthias Donner       | Países Bajos |
| 1964–1967 | Charles Léon Hammes           | Luxemburgo   |
| 1967–1976 | Robert Lecourt                | Francia      |
| 1976–1980 | Hans Kutscher                 | Alemania     |
| 1980–1984 | Josse Mertens de Wilmars      | Bélgica      |
| 1984–1988 | John Mackenzie-Stuart         | Reino Unido  |
| 1988–1994 | Ole Due                       | Dinamarca    |
| 1994–2003 | Gil Carlos Rodríguez Iglesias | España       |
| 2003–2015 | Vassilios Skouris             | Grecia       |
| 2015–act  | Koen Lenaerts                 | Bélgica      |

El Presidente
Su nombramiento se produce cada 3 años, por y entre los jueces y tendrá un mandato renovable.
Entre las funciones del Presidente, cabe destacar la dirección de los trabajos y servicios del Tribunal, así como la presidencia de las audiencias y deliberaciones de la Gran Sala.
Los jueces
Cada Estado miembro tiene capacidad para nombrar a un juez, de manera que el número de éstos coincide con el número de Estados la mayor parte de las veces. Los jueces son elegidos por un periodo de 6 años, y se renueva la mitad de su plantilla cada tres.
Los jueces, como los abogados generales, deberán ser seleccionados entre individuos totalmente independientes, que reúnan los requisitos para acceder a las más altas funciones jurisdiccionales de su país, o bien jurisconsultos de reconocida competencia.
Los jueces deberán prestar el siguiente juramento, en la primera audiencia pública del Tribunal a la que asistan, y antes de entrar a asumir sus funciones:

«Juro ejercer mis funciones con toda imparcialidad y en conciencia; juro que no violaré en modo alguno el secreto de las deliberaciones».

| Abogados generales            | Estado          |
| ----------------------------- | --------------- |
| Eleanor Sharpston             | Reino Unido     |
| Juliane Kokott                | Alemania        |
| Manuel Campos Sánchez-Bordona | España          |
| Giovanni Pitruzzella          | Italia          |
| Yves Bot                      | Francia         |
| Maciej Szpunar                | Polonia         |
| Henrik Saugmandsgaard Øe      | Dinamarca       |
| Michal Bobek                  | República Checa |
| Evgeni Tanchev                | Bulgaria        |
| Gerard Hogan                  | Irlanda         |
| Priit Pikamäe                 | Estonia         |

Los abogados generales
La figura del abogado general desempeña un papel especial en el Tribunal de Justicia, aportando a los jueces su opinión con total imparcialidad e independencia. No forman parte de las deliberaciones del Tribunal, cuyos jueces serán los que finalmente adopten la decisión final.
Cabe resaltar que pese a su denominación, nada tienen que ver con los abogados, fiscales o abogados del Estado, pues sus funciones les sitúan más cerca de la órbita judicial. Pese a que su asesoramiento suele ser tenido muy en cuenta, cabe la posibilidad de que el Tribunal resuelva en una dirección distinta a la que los abogados generales hubieran planteado.
Seis de los once abogados generales son elegidos permanentemente por Alemania, España, Francia, Italia y Polonia. Los otros cinco son elegidos por los restantes 22 países, siguiendo un turno de orden alfabético.
Los abogados generales los nombra el Consejo por unanimidad.
El secretario
Cargo similar al de Secretario judicial de los tribunales ordinarios, que es elegido por el Tribunal por un período de seis años con posibilidad de reelección. También desempeña las funciones de secretario general de la institución, actuando además como fedatario público de los procesos. El Tribunal puede asignarle uno o varios secretarios asistentes.
El secretario ayuda al Pleno, las salas, el presidente y los jueces en todas sus funciones oficiales. Es el responsable de la secretaría del Tribunal, encargándose de la recepción, transmisión y custodia de los documentos y solicitudes que entren en la institución. También es el custodio del Sello del Tribunal, y se responsabiliza de los archivos y publicaciones de este. Tiene otras tareas asignadas, como la gestión financiera de la institución, función que desempeña apoyándose en un administrador.

### Organización
Pleno
Se reúnen los 27 jueces de cada Estado miembro que hay en este tribunal; se trata de una formación muy infrecuente. Este tribunal está presidido por el presidente del TJUE y el quorum, para que haya una deliberación, es de 17 magistrados.
El Pleno se reúne en casos de especial trascendencia, como la posible destitución del Defensor del Pueblo Europeo o el cese de los miembros de la Comisión Europea.
Gran Sala
La Gran Sala estará compuesta, para cada asunto, por el presidente del Tribunal, el vicepresidente del Tribunal, los Presidentes de las Salas de cinco Jueces, el Juez Ponente y el número de Jueces necesario para alcanzar un total de quince. Tendrán un mandato de 3 años.
Salas
Se reúnen en formación de tres o cinco jueces del Tribunal de Justicia de la Unión Europea

### Jurisdicción y procedimientos
El Tribunal de Justicia conoce en la actualidad fundamentalmente de siete clases de recursos, excepción hecha de las medidas provisionales. Estos recursos son los siguientes:
Recurso por incumplimiento (art. 258 del TFUE)
En virtud de este recurso, la Comisión Europea o un Estado miembro pueden demandar a otro Estado miembro si consideran que este ha incumplido las obligaciones que le vienen impuestas en virtud de los Tratados sobre los que la Unión se funda.
Recurso de anulación (art. 263 del TFUE)
Los Estados miembros, determinadas instituciones de la Unión y las personas físicas y jurídicas —bajo ciertos requisitos— pueden interponer este recurso para que el Tribunal declare nula cualquier medida adoptada por una institución de la Unión que aquellos consideren que viola sus derechos.
El Tratado de Lisboa ha introducido, además, en uno de sus Protocolos (el núm. 2) un recurso por violación del principio de subsidiariedad que, en la práctica, es un recurso de anulación.
Recurso por omisión (art. 265 del TFUE)
A través de este recurso las instituciones de la Unión, los Estados miembros, y las personas físicas y jurídicas —bajo determinados requisitos— pueden demandar a ciertas instituciones y órganos por no haber adoptado un acto jurídico a que venían obligados en virtud de los Tratados. A diferencia del recurso por incumplimiento, la violación de los Tratados consiste en este caso en una abstención, en un no hacer, cuando había obligación de actuar.
Este recurso va precedido por una fase precontenciosa, en la que se insta a la Institución de que se trate a que actúe. Si pasados dos meses la omisión persiste, se puede pasar a la fase judicial en otros dos meses.
Recurso de indemnización por daños (arts. 268 y 340.2 del TFUE)
Este recurso permite a las personas físicas y jurídicas, pero también a los Estados miembros, la posibilidad de exigir una indemnización cuando hayan sufrido un perjuicio a causa de un error cometido por los servicios de la Unión Europea.
Recurso de casación (art. 256.2 del TFUE)
El Tribunal de Justicia puede conocer en casación de recursos interpuestos contra sentencias dictadas por el Tribunal General. Este recurso debe estar limitado a cuestiones jurídicas, no de hecho.
Parecido recurso existe para que el Tribunal General pueda revocar sentencias dictadas por los tribunales especializados que puedan crearse dentro del Tribunal de Justicia de la Unión Europea.
Recurso de los funcionarios (art. 270 del TFUE)
Este recurso permite a los funcionarios de la Unión Europea o a sus causahabientes litigar contra las instituciones comunitarias si consideran que sus derechos han sido vulnerados. De estos recursos conocía en primera instancia el Tribunal de la Función Pública, un órgano especializado agregado al Tribunal General, hasta que fue disuelto en 2016.
Cuestión prejudicial (art. 267 del TFUE)
Una de las labores más activas e importantes llevadas a cabo por el Tribunal de Justicia es la que se desarrolla a través de las cuestiones prejudiciales. El objetivo primordial de este recurso es garantizar una interpretación uniforme del Derecho de la Unión Europea, bajo la autoridad del Tribunal de Justicia.
Debe tenerse en cuenta que, aunque el TJUE es el supremo intérprete del Derecho de la Unión Europea, no es, sin embargo, el único órgano judicial que debe aplicar ese Derecho. Por el contrario, en virtud de los principios de primacía y aplicabilidad directa, todos los jueces de los Estados miembros deben aplicar directamente las normas comunitarias, convirtiéndose así en jueces de Derecho común.
Por tanto, a través de este procedimiento, cualquier órgano judicial de un Estado miembro de la Unión, al aplicar un acto jurídico adoptado por las instituciones de la Unión, puede dirigirse al Tribunal de Justicia para formularle una duda sobre la validez o la correcta interpretación del mismo. Su carácter prejudicial deriva de que el juez nacional plantea esta cuestión en el marco de un proceso que esté conociendo, y que será suspendido hasta que el Tribunal de Justicia se pronuncie.
Aunque todos los órganos judiciales de la Unión Europea tienen derecho a presentar una cuestión prejudicial, algunos tienen, además, la obligación de hacerlo. Así ocurre cuando la decisión del juez nacional será definitiva, por no existir ulterior recurso en el Derecho interno de ese Estado miembro (por ejemplo, las decisiones tomadas por un Tribunal Supremo o un Tribunal Constitucional). La excepción a este principio es que el juez nacional considere que el acto jurídico de la Unión no reviste dudas en cuanto a su validez o interpretación (doctrina del acto claro) o porque el Tribunal de Justicia ya se haya pronunciado con anterioridad sobre la misma cuestión. Del mismo modo, estará obligado a plantear la cuestión prejudicial todo juez que parta de la ineficacia del acto de la Unión, ya que solo el Tribunal de Justicia es competente para decidir sobre esa ineficacia (es decir, el control de la legalidad de los actos de la Unión está concentrado en el Tribunal de Justicia).

## Tribunal General
El Tribunal General de la Unión Europea, creado en 1989, actúa como órgano de primera instancia en la mayoría de los recursos directos. Está formado por 54 jueces (dos por cada Estado miembro). Se encarga fundamentalmente de materias de naturaleza económica, y sus decisiones son susceptibles de recurso ante el Tribunal de Justicia.

## Tribunales especializados
El Tribunal de la Función Pública de la Unión Europea, actualmente derogado, fue un órgano judicial especializado que funcionó entre 2005 y 2016, para resolver los recursos presentados por los funcionarios de la Unión contra sus instituciones, órganos y organismos, en materia laboral y de la Seguridad Social. Sus funciones han revertido al Tribunal General, como parte de la ampliación de su número de jueces. Tras su desaparición, no funciona ningún tribunal especializado dentro de la estructura del TJUE.